# Francis Bertrand

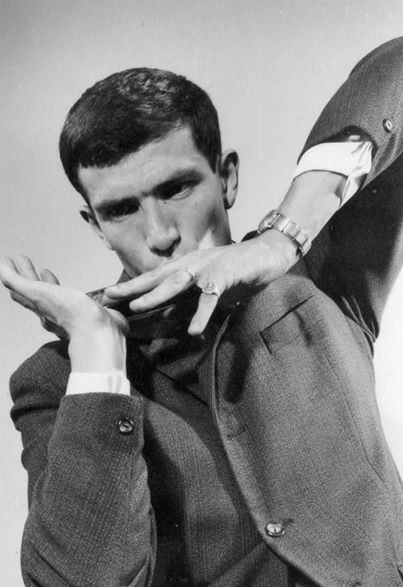
Francis Bertrand

Francis Bertrand (* 24. April 1937 in Ukkel, Belgien; † 26. Oktober 1994 in Rixensart, Belgien) war ein belgischer Comiczeichner.

## Leben und Werk
Bertrand, der ausschließlich mit seinem Vornamen signierte, absolvierte ein Studium an der Akademie der Schönen Künste. Im Jahr 1957 schuf er seinen ersten Comic für die Zeitschrift La Cité. Danach assistierte er Greg bei dessen Comic-Projekten. Anfang der 1960er Jahre begann Bertrand, für das Magazin Spirou zu arbeiten. Nebenher assistierte er Peyo bei den Reihen Johann und Pfiffikus und Die Schlümpfe. In Zusammenarbeit mit dem Comicautor Maurice Tillieux entstand 1966 die Reihe Marc Lebut et son Voisin, die bis 1983 fortgesetzt wurde; nach dem Tod Tillieux' übernahm Bertrand auch dessen Autorentätigkeit. In den 1970er und 1980er Jahren zeichnete er unter anderem die Serien Capitaine Lahuche und Les Soldats de Plomb. Neben Spirou veröffentlichte Bertrand auch noch in anderen Comicmagazinen wie Pilote und Tintin.